# Томусяк Валентин Сергійович
Томусяк Валентин Сергійович (нар. 20 січня 1983, м. Жовті Води) — український театральний та кіноактор.

## Життєпис
Народився 20 січня 1983 року у м. Жовті Води Дніпропетровської області.
Після закінчення школи у 2000 році вступив до Київського університету театру, кіно та телебачення ім. І. К. Карпенка-Карого, який закінчив 2004-го, майстерня В. Судіна.
Cтав актором Київського ТЮГу на Липках. Також співпрацював із Театром «Сузір'я».
Лауреат Державної премії Кабінету Міністрів України ім. Лесі Українки.
Впізнаваність у телеглядачів отримав у 2010 році після головної ролі (Павла) у 100-серійній мелодрамі «Тільки кохання».
З 2015 року перебував у стосунках із моделлю та актрисою Катериною Тишкевич. Разом знімалися в картинах «Безсмертник», «Швидка допомога», «Ніщо не відбувається двічі». 7 лютого 2019 року пара одружилася.
З 2024 року працює в Київському академічному Театрі на Подолі

## Фільмографія
Будиночок на щастя 3 (2021)
- Рахувати до десяти (2021), фільм[4]
- Надія (2021), серіал
- Намалюй мені маму (2020), серіал
- Переклад не потрібний (2020), серіал
- Упереджене ставлення (2020), серіал
- Одне серце на двох (2020), серіал
- Не відпускай (2020), серіал
- Спадкоємці (2019), серіал
- Тільки скажи (2019), серіал
- З вовками жити… (2019), серіал
- Ніщо не трапляється двічі (2018), серіал
- Обмани себе (2018), серіал
- Кохання. Побічний ефект (2018), серіал
- Східні солодощі 2 (2018), серіал
- Інша я (2018), серіал
- Казка старого мельника (2017), фільм
- Одружити не можна помилувати (2017), серіал
- Перший парубок на селі (2017), серіал
- Мій накрайщий ворог (2017), серіал
- Друге дихання (2016), серіал
- Запитайте у осені (2016), серіал
- Безсмертник (2015), серіал
- Сім верст до неба (2011), серіал
- Обійми мене (2009), фільм
- Райські птахи (2008), фільм
- Рука на щастя (2008), фільм
- Саквояж зі світлим майбутнім (2006), серіал
- Небо в горошок (2004), серіал